# Naives-Rosières
Naives-Rosières – miejscowość i gmina we Francji, w regionie Grand Est, w departamencie Moza.
Według danych na rok 1990 gminę zamieszkiwały 942 osoby, a gęstość zaludnienia wynosiła 59 osób/km² (wśród 2335 gmin Lotaryngii Naives-Rosières plasuje się na 382. miejscu pod względem liczby ludności, natomiast pod względem powierzchni na miejscu 303.).